# 村莊鎮區 (愛荷華州范布倫縣)
村莊鎮區（英語：Village Township）是位於美國愛荷華州范布倫縣的一個行政鎮區。

## 地方資料
根據2010年美國人口普查的數據，村莊鎮區的面積為92.61平方千米，當中陸地面積為90.30平方千米，而水域面積為2.31平方千米。當地共有人口609人，而人口密度為每平方千米6.58人。